# Hôtel Cail
El hotel Cail es el ayuntamiento del 8 distrito de París. Ubicado en el 56 boulevard Malesherbes, fue el hôtel particulier del industrial francés Jean-François Cail, del que toma su nombre. Gran parte del edificio está catalogado como monumento histórico desde 1982.

## Historia
Fue diseñado por el arquitecto Albert Labouret, como hôtel particulier para el industrial Jean-François Cail, y se completó en 1865. La decoración interior esculpida es obra de Pierre-Édouard Charrier, quien también trabajó para el Palacio del Louvre. Los temas desarrollados recuerdan la industria, la agricultura y el comercio, fuente de la fortuna de Cail. Así, en el primer piso, frente al inicio de la gran escalera, la pared está decorada con dos medallones que representan a Mercurio y Ceres. Las pinturas de los techos se deben principalmente a Pierre-Victor Galland.
En 1922, la hija de Jean-François Cail lo vendió a la ciudad de París, por la suma de 6 781 050 francos. En 1926, el ayuntamiento del 8, hasta ahora ubicado en 11 rue d'Anjou, se transfirió aquí. La inauguración tiene lugar el 2 de junio.
Un ala fue construida entre 1926 y 1928 en la rue de Lisboa por el arquitecto Jacques Hermant, un pastiche del edificio existente. El primer piso alberga una corte de magistrados, equipada en particular con una sala de audiencias y una sala de espera.

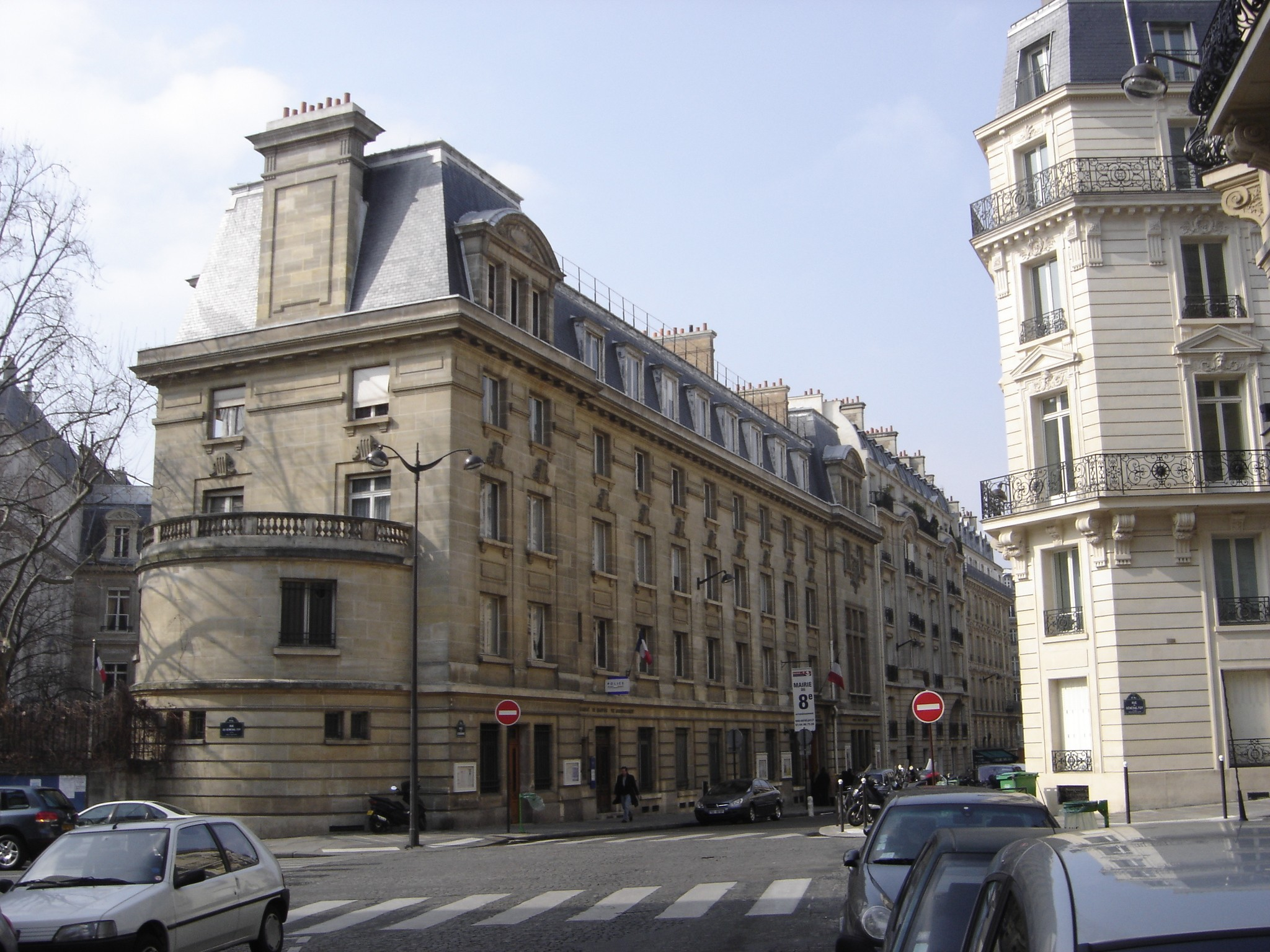
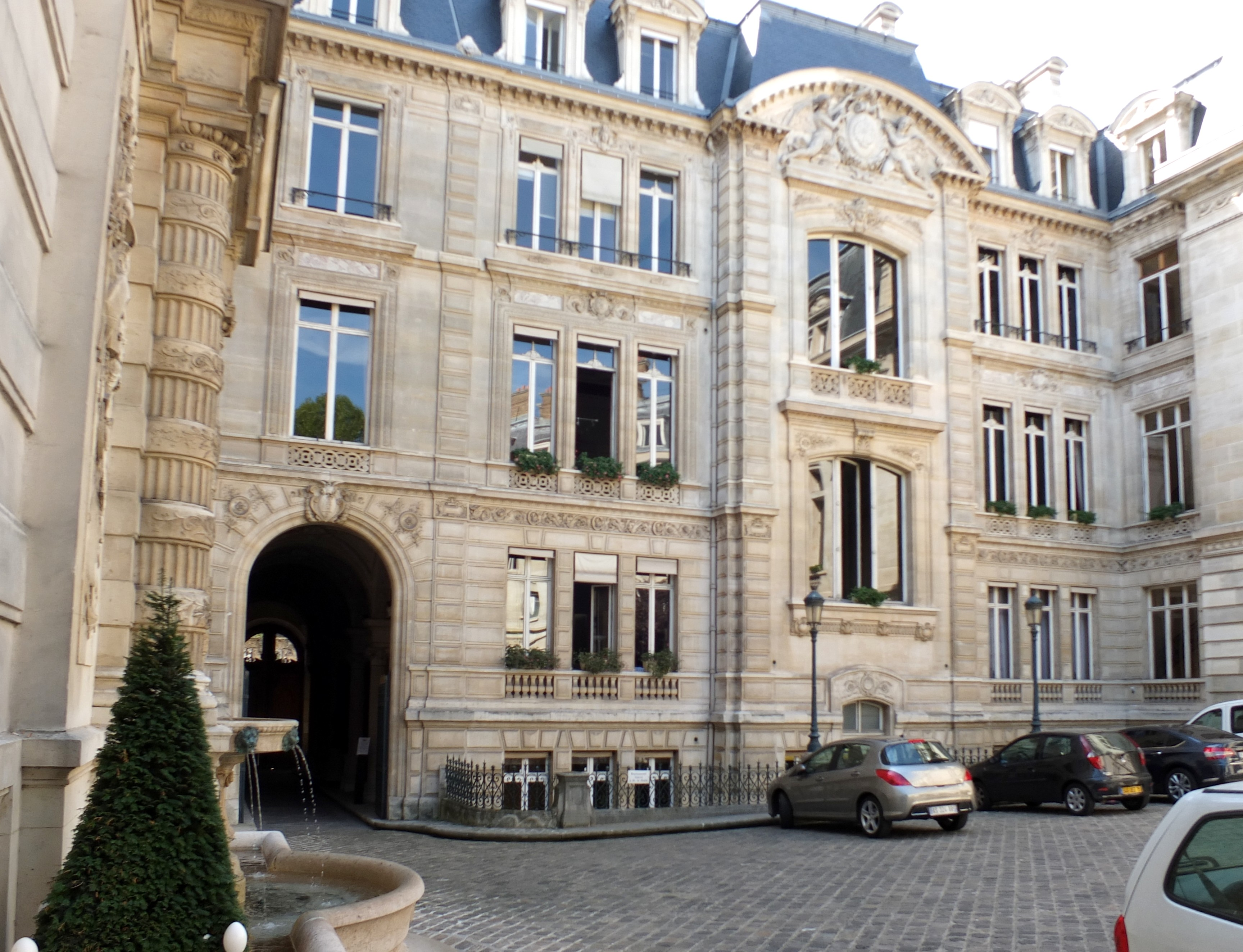
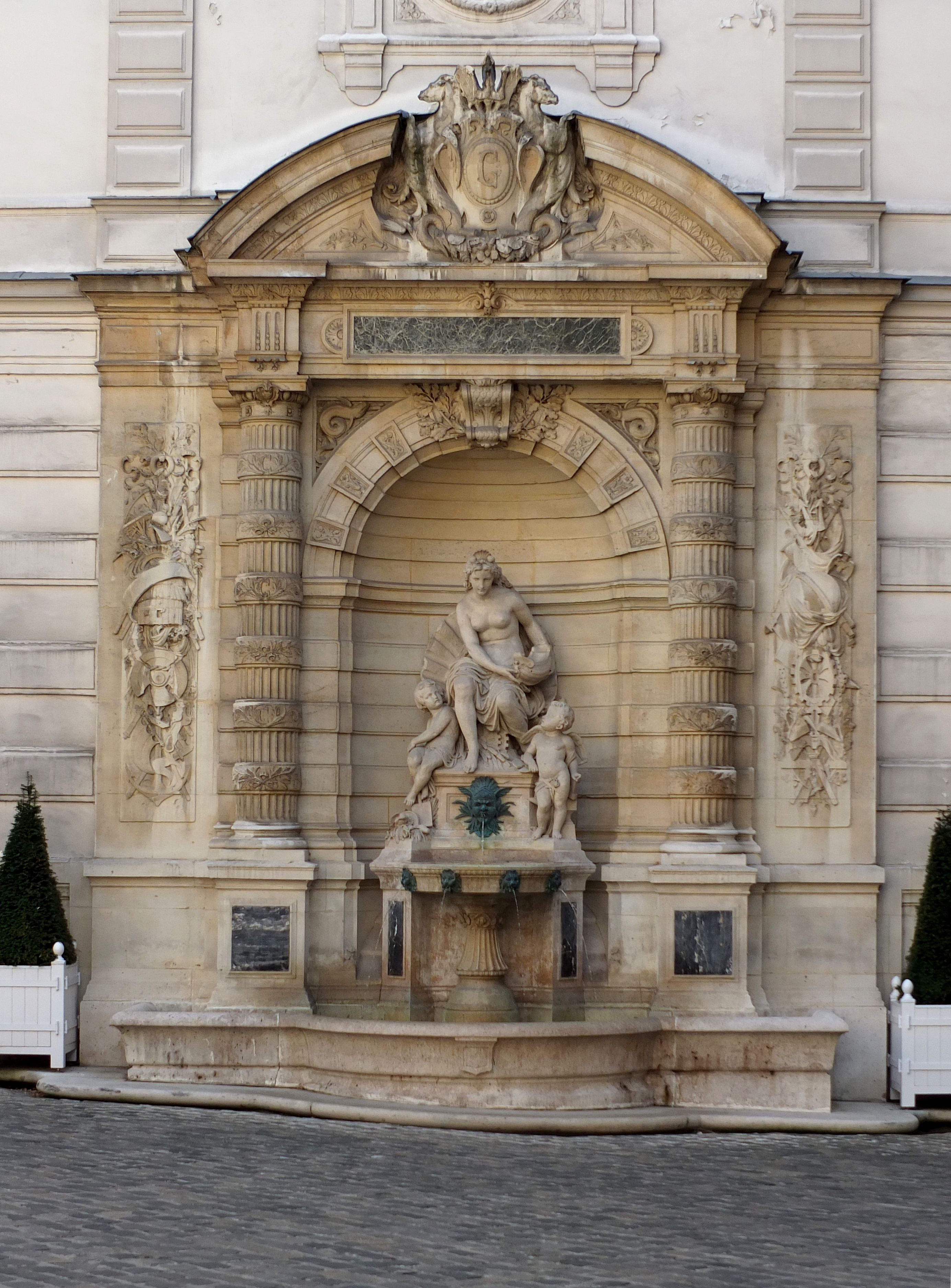
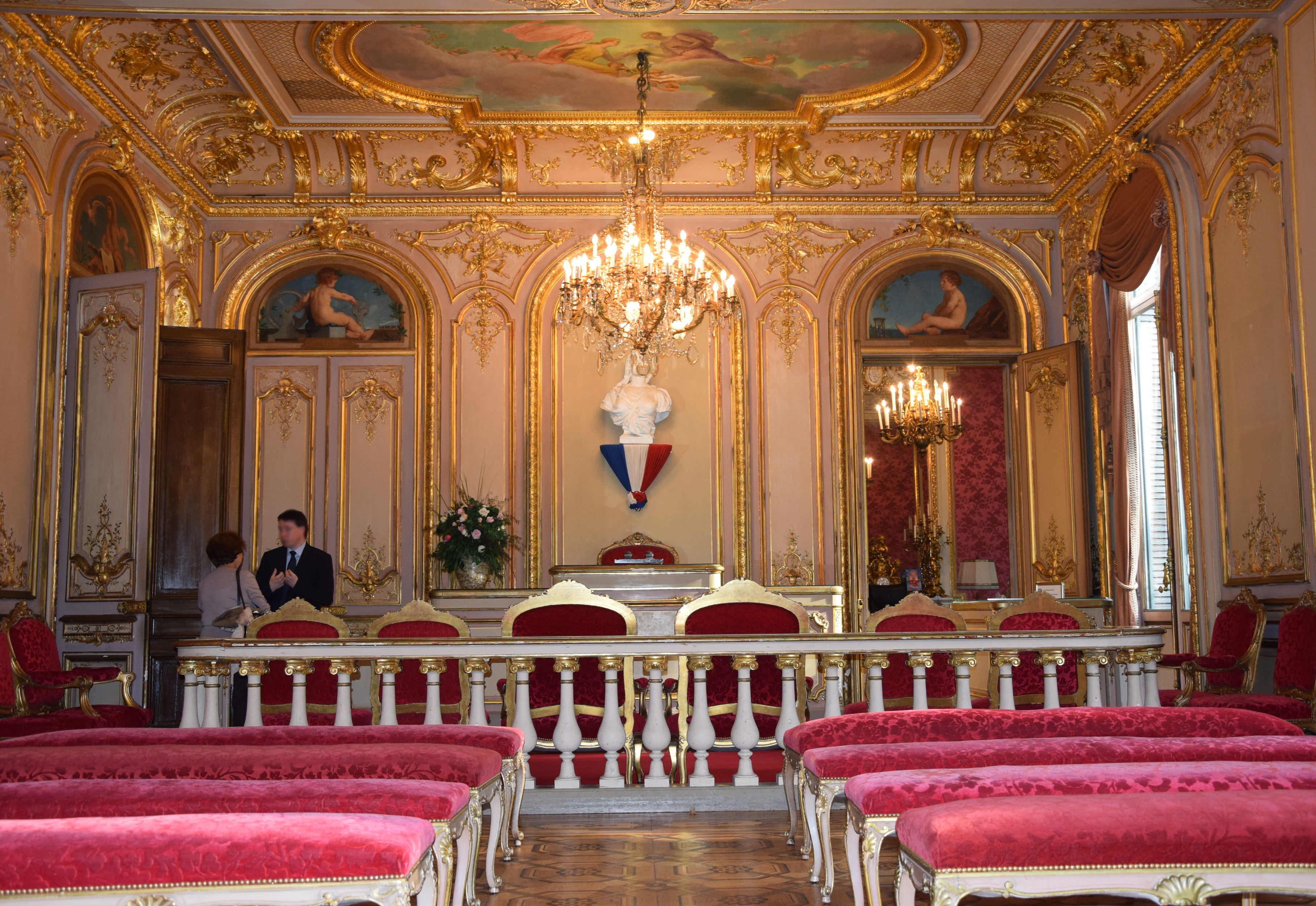
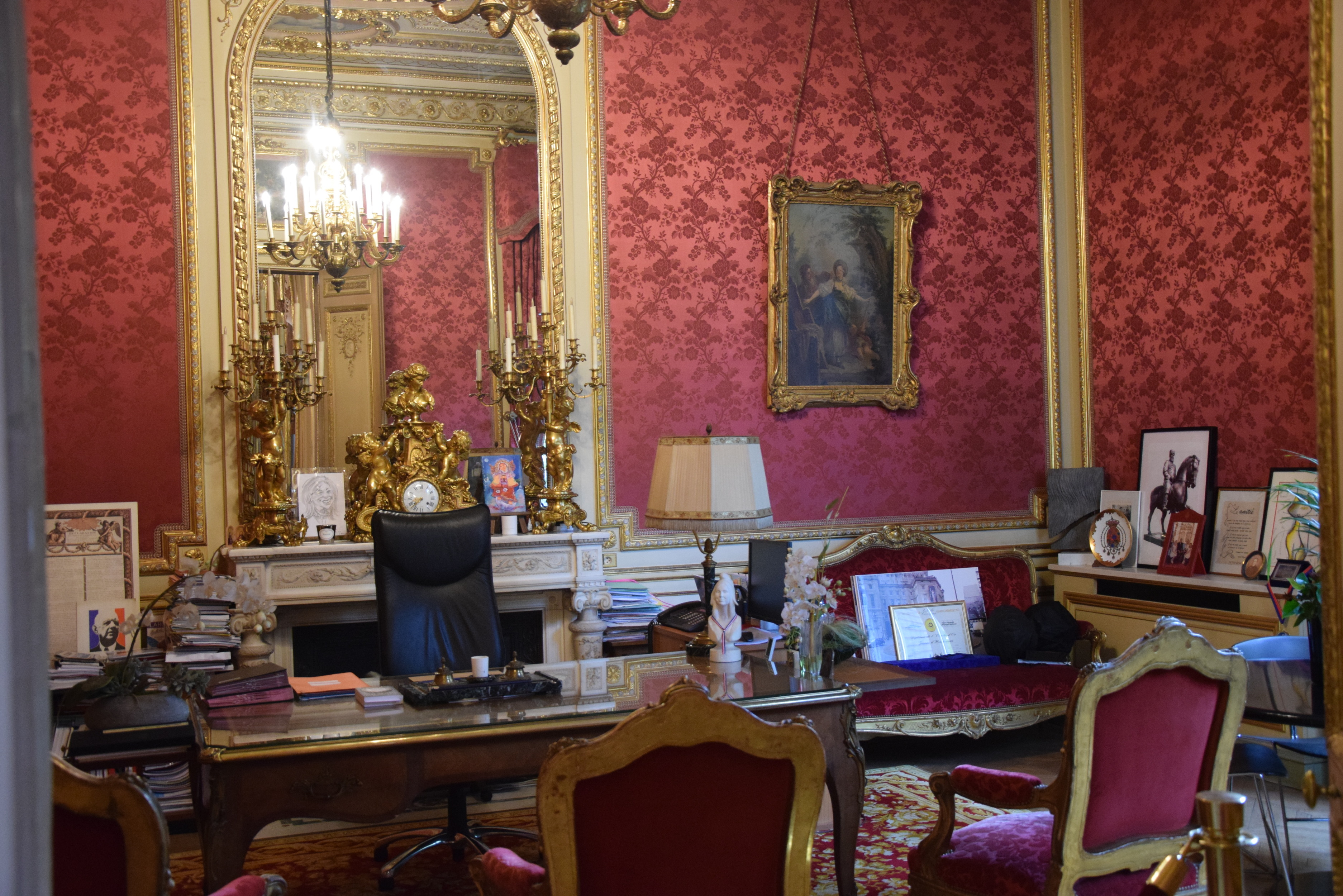
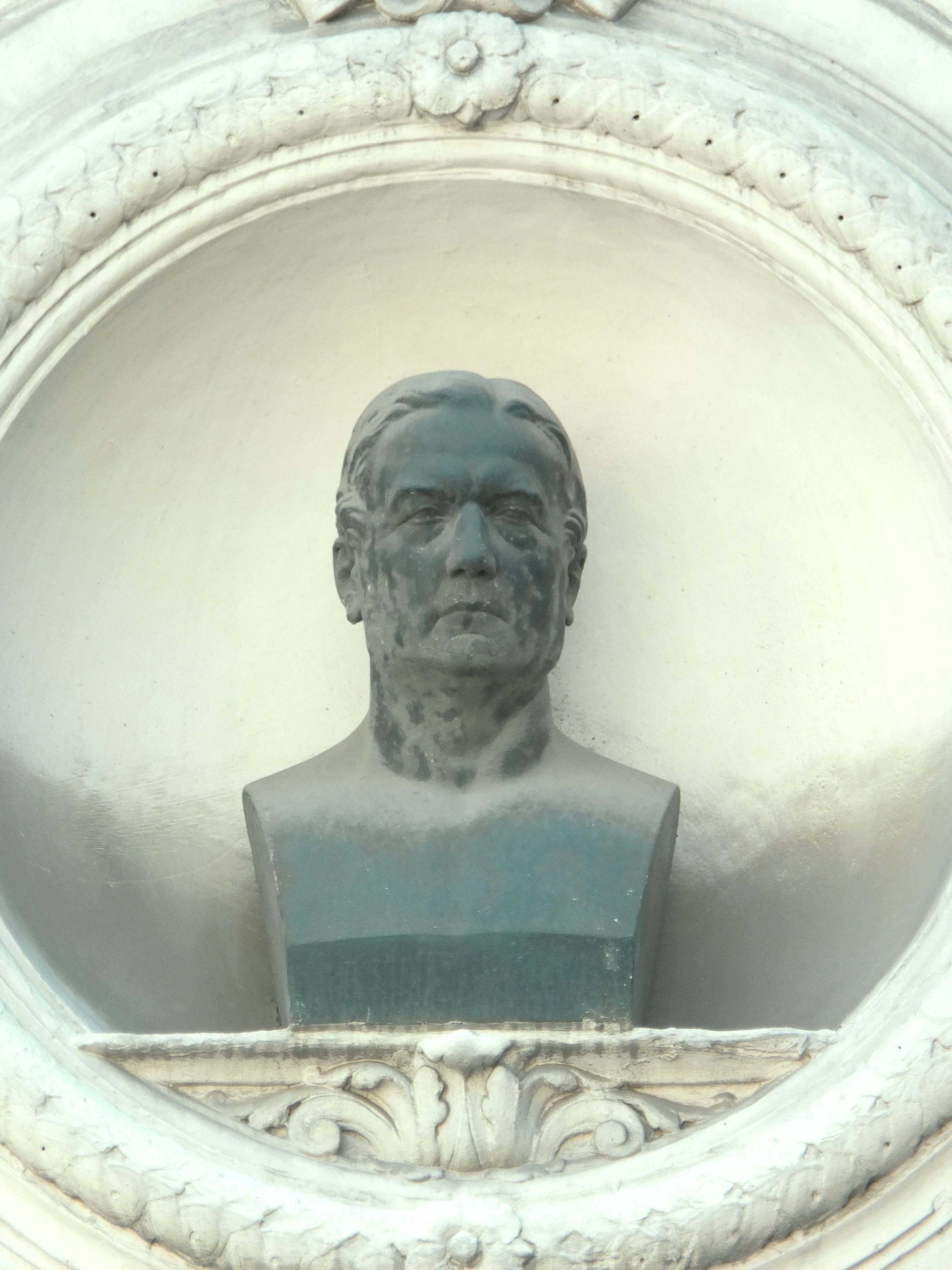

## Protección
Las fachadas y cubiertas a la calle y al patio del edificio principal, el paso cubierto de la planta baja, el patio con su fuente y su decoración arquitectónica, la escalera con su vestíbulo, su jaula y su barandilla de forja, las siguientes piezas con decoración : en la planta baja, dos antiguos dormitorios, actualmente, oficina del secretario general adjunto y secretaría, en el primer piso, pasillo, antiguo salón grande, actualmente, habitación de matrimonio, antiguo salón pequeño, actualmente, oficina del alcalde, ex salón de fumadores, actualmente, teniente de alcalde), ex comedor, actualmente, sala de espera para bodas, ex dormitorio, actualmente, oficina de la secretaría general) y en el segundo piso, ex sala pequeña, actualmente, oficina de funcionarios electos, han sido registrados como monumentos históricos desde el 16 de diciembre de 1982.